# Milan Hulík
Milan Hulík (*22. března 1946 Kolín) je advokát, publicista a historik. Během sedmdesátých a osmdesátých let dvacátého století obhajoval příslušníky undergroundu, signatáře Charty 77 a disidenty. Po Sametové revoluci vykonával funkci ředitele odboru inspekce v nově založené Federální bezpečnostní informační službě. V téže době působil také ve funkci předsedy komise Sboru nápravné výchovy. Posléze zde pracoval jako první náměstek generálního ředitele a získal hodnost podplukovníka. Od roku 1995 se vrátil k původní profesi právníka. Pravidelně publikoval především v pravicově orientovaných periodikách. Patřil také mezi spolupracovníky exilových periodik v Torontu, USA, Holandsku, přispíval do švýcarského časopisu „Polygon” a dalších. Jeho politické články a cestopisné reportáže byly publikovány v česko-anglickém časopise „Český dialog” nebo v časopise francouzsko-česko-slovenské přátelství „L'amitié franco-tchécoslovaque”. Významná je také jeho přednášková činnost, které se věnoval na pozvání exilových organizací po celém světě.    

## Životopis

### Otec
Milan Hulík se narodil v Kolíně do rodiny podnikatele a úřednice. Jeho otec byl majitelem společnosti na těžbu říčního písku. Po únoru 1948 byl rodině majetek znárodněn. Stroje získal nově založený národní podnik. Otec pracoval v lomu jako dělník a s podporou advokáta zjistil, že jeho stroje jsou pouze pronajímány. Žaloval tedy podnik za nezaplacený nájem. U soudu sice vyhrál, ale záhy ho zatkla Státní bezpečnost. Nikdy se netajil svými názory na režim té doby. Soud jej uznal vinným za „vylákání daňové výhody“. V roce 1958 byl odsouzen na dvanáct let vězení. Podmíněně byl propuštěn v roce 1967 s podlomeným zdravím. Zemřel v roce 1972.

### Mládí
Mládí Milana Hulíka ovlivnilo a stresovalo uvěznění otce i návštěvy ve vězení. Starost jak uživit rodinu, zůstala na matce. Proto již dvanáctiletý Milan začal vydělávat peníze. Prodával na kolínském železničním nádraží pivo a limonádu. Jako dítě si vydělal dost peněz, mohl si koupit džíny nebo fotoaparát. 
Na základní škole se učil výborně, ale jako syn „třídního nepřítele“ se mohl vyučit pouze zedníkem. Po čase začal studovat střední průmyslovou školu stavební, obor dopravní stavby, v Praze. Maturoval v roce 1966. Během středoškolského studia bydlel v Praze. Byla to doba politického a kulturního uvolňování ve společnosti (1960 – 1969). Protože ho zajímala kultura, chodil do divadel a na výstavy. Byl šéfredaktorem školního časopisu Akt-revue. Po maturitě nastoupil základní vojenskou službu. Díky simulování psychické poruchy byl předčasně propuštěn. V roce 1968 složil přijímací zkoušky na Právnickou fakultu Univerzity Karlovy. Promoval v roce 1974.
V období srpna 1968 bydlel u svého bratra v západním Německu, kde pracoval jako brigádník na stavbě. Bratr, který pracoval jako rentgenologický laborant, zůstal v Německu natrvalo a vystudoval zde stomatologii. Milan Hulík se s ohledem na rodiče vrátil do Československa.

### Profesní kariéra
V letech 1974 až 1976 pracoval jako podnikový právník v národním podniku Stavby silnic a železnic. V roce 1976 nastoupil jako advokátní koncipient Městského sdružení advokátů v Praze. Jeho školitelem byl advokát Vladislav Cilínek, který byl sice členem Komunistické strany Československa, ale působil také jako obhájce disidentů. 
V roce 1979 složil Milan Hulík advokátní zkoušky a stal se členem Městského sdružení advokátů. Po složení státní rigorózní zkoušky (titul Doktor práv) začal pracovat v advokátní kanceláři v pražské Bolzanově ulici. Během druhé poloviny sedmdesátých a osmdesátých let dvacátého století obhajoval příslušníky undergroundu, signatáře Charty 77 a disidenty. Patřili k nim například hudebníci ze skupiny The Plastic People of the Universe, psycholožka Jarmila Bělíková, Petr Cibulka, Petr Pospíchal, Petr Uhl, František Stárek, Pavel Büchler, Charlie Soukup a další. Jejich politická obvinění byla většinou zastírána jako výtržnictví, rozvracení republiky, pobuřování atd. Role advokátů v těchto procesech nebyla snadná. Zjednat spravedlnost pro své klienty nemohli, ale v rámci „komunistického právního systému“ měli možnost manévrování, když komunisté porušovali své vlastní zákony. 
Milan Hulík vysvětloval svoji roli advokáta:
| „ | Nemohl jsem před soudem solidarizovat s disidenty, ale upozorňoval jsem, že obžaloba není v souladu se socialistickou zákonností. | “ |

V osmdesátých letech dvacátého století tajně spolupracoval s rádiem Svobodná Evropa v Mnichově. Disidenty nejen obhajoval, ale také se s nimi přátelil, například s Karlem Kašpárkem. Státní bezpečnost na něho „jako na nepřátelskou a prověřovanou osobu“ založila dva svazky, Advokát a Čtenář. Dochoval se pouze jeden svazek. Patřil mezi signatáře prohlášení Několik vět. 
Při soudním řízení zastupoval také protestující, kteří byli zatčeni při protikomunistických demonstracích na Václavském náměstí v roce 1989. 
Po listopadových událostech v roce 1989 přerušil svoji advokátní praxi a vykonával funkci ředitele odboru inspekce v nově založené Federální bezpečnostní informační službě. V téže době působil také ve funkci předsedy komise Sboru nápravné výchovy. Posléze zde pracoval jako první náměstek generálního ředitele a získal hodnost podplukovníka. Působil jako poradce náměstkyně ministra vnitra Petrušky Šustrové. V letech 1993 a 1994 vykonával funkci tiskového mluvčího prokuratury Československé republiky a poradce generálního prokurátora.
Od roku 1995 se vrátil k advokacii a věnoval se jí i v druhém desetiletí jednadvacátého století. Právní pomoc poskytoval v oblasti občanského práva, trestního práva, restitucí, zastupování u Evropského soudu pro lidská práva, rodinného práva, pracovního práva a obchodního práva.

### Členství v organizacích
- člen ROH, během studií člen SSM – vystoupil v roce 1981,

- 1989 – přijat za člena Výboru na obranu nespravedlivě stíhaných,

- spolupracovník francouzské organizace Action de Chrétien pour Abolition de la Torture (Hnutí křesťanů za odstranění mučení a trestu smrti), patřil k zakládajícím členům pobočky této organizace v České republice,

- člen Klubu angažovaných nestraníků (1991 – 1993),
- spoluzakladatel strany Demokratická unie, členství ukončil v roce 1994. Od tohoto roku bez stranické příslušnosti.

### Odborné stáže
Během posledního desetiletí dvacátého století absolvoval advokátní a univerzitní stáže ve Švýcarsku, Německu a Rakousku. Jejich cílem bylo získání znalostí příslušné právní terminologie. Obdobné stáže absolvoval v Kanadě a Spojených státech amerických. Ve Švýcarsku se zúčastnil také stáže ve vězeňství. Absolvoval studium anglického jazyka v International Cultural Assotiation ve Victorii v kanadské provincii Britská Kolumbie. 
V roce 1997 absolvoval kurs politologie na universitě v Guelphu v provincii Ontario. V roce 1999 se zúčastnil desetiměsíční stáže ve francouzské advokátní kanceláři Cabinet d‘ avocats v Nanterre v Paříži. V rámci školení České advokátní komory v Praze navštěvoval kursy evropského práva.

### Publicistická činnost
Od roku 1991 pravidelně vycházely jeho politicko-právní články především v pravicově orientovaných periodikách (například v Českém deníku, Telegrafu, Práci, Respektu a dalších). Právní odborné články publikoval v časopise Právník a v časopise vydávaném spolkem českých právníků Všehrd.
Řadí se mezi dopisovatele a spolupracovníky exilových periodik, například torontského „Nového domova”, „Amerických listů”, švýcarského časopisu „Polygon”, „Nizozemských listů” v Holandsku, novozélandských „Střípků” nebo „Australských listů”. Jeho politické články a cestopisné reportáže byly publikovány v česko-anglickém časopise „Český dialog” nebo v bulletinu francouzsko-česko-slovenské přátelství „L'amitié franco-tchécoslovaque”, také v anglickém a francouzském jazyce. 
V roce 2019 dokončil knihu „Sorry jako, česká justice“. Byla vydána v roce 2021 s ilustracemi Borise Jirků. Připravovanou knihu Bonjour Francie tvoří cestopisné reportáže a eseje z Francie.

### Přednášková činnost
Na pozvání exilových organizací v USA, Kanadě, Austrálii, Novém Zélandu, Švýcarsku, Německu, Rakousku, Holandsku a Francii uskutečnil řadu přednášek na téma právo, právní řád v České republice, problematika restitucí nebo právní a politický vývoj po listopadu 1989 atd. Pravidelná jsou jeho vystoupení v Českém rozhlase nebo občasné komentáře v České televizi. 

### Ocenění
- 2023 – Cena Václava Bendy za statečné občanské postoje v době nacistické okupace a komunistické diktatury za rok 2022 udělena Ústavem pro studium totalitních režimů[7]

### Osobní život
V roce 1972 se oženil. V roce 1975 se manželé přestěhovali z Kolína do Prahy. Je otcem dcery Veroniky, která se narodila v roce 1977. Rozvedl se v roce 1979. Ještě v pozdním věku studoval obor historie na Univerzitě Karlově, studium zakončil doktorským studiem. Prožitý život reflektuje slovy:
| „ | Jsem rád, že jsem překonal svůj strach a mohl jsem alespoň trochu poškodit komunistickou stranu svými obhajobami a že jsem si získal mezi disidenty přátele. | “ |